# جين هيك
جين هيك (بالإنجليزية: Jen Heck)‏ هي منتجة أفلام ومصورة سينمائية وكاتبة سيناريو ومخرجة أمريكية، ولدت في 1978 في ورسستر في الولايات المتحدة.

## وصلات خارجية
- الموقع الرسمي
- جين هيك على موقع IMDb (الإنجليزية)
- جين هيك على موقع أول موفي (الإنجليزية)
- جين هيك على موقع كينوبويسك (الروسية)